# Броновець
Броновець (пол. Bronowiec, нім. Schnellenfurth) — село в Польщі, у гміні Осечниця Болеславецького повіту Нижньосілезького воєводства.
Населення — 62 особи (2011).
У 1975-1998 роках село належало до Єленьоґурського воєводства.

## Демографія
Демографічна структура станом на 31 березня 2011 року:
|          | Загалом | Допрацездатний вік | Працездатний вік | Постпрацездатний вік |
| -------- | ------- | ------------------ | ---------------- | -------------------- |
| Чоловіки | 34      | 5                  | 26               | 3                    |
| Жінки    | 28      | 8                  | 14               | 6                    |
| Разом    | 62      | 13                 | 40               | 9                    |